# Ajabó

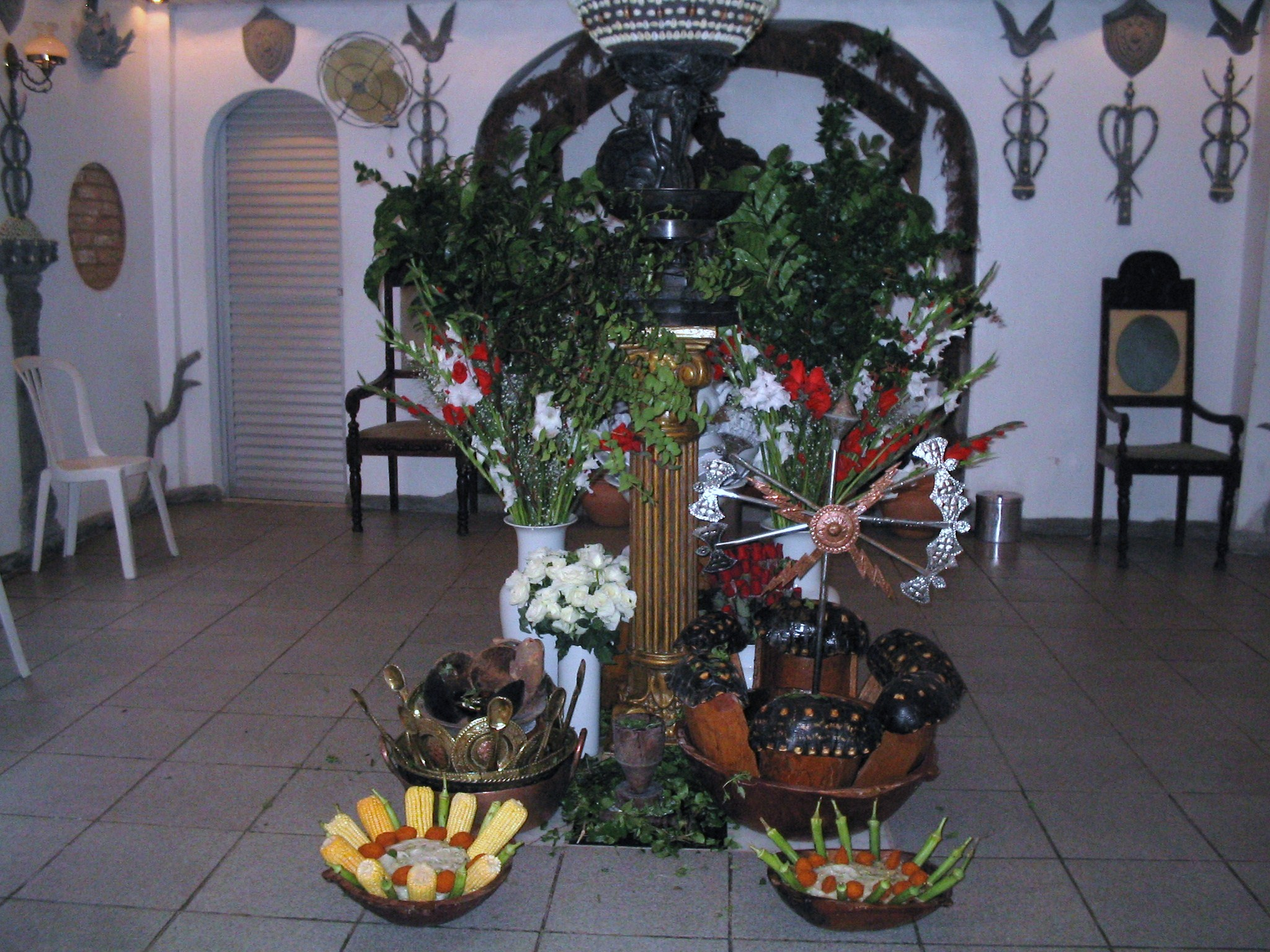
Ajebo ao lado direito ornado com quiabocandomblé.

Ajabó ou ajabô (em iorubá: ajabò) é comida ritual do Orixá Airá
É feito com seis ou doze quiabos cortados em "lasca", batidos com três claras de ovos até formar um musse, regado com gotas de mel de abelha e azeite doce. Colocado em uma gamela forrada com massa de acaçá ou pirão de farinha de mandioca, ornado com doze quiabos inteiros, doze moedas circulantes, doze bolos de milho branco e seis Orobôs. 
A mesma oferenda pode ser oferecida a outras qualidades de Xangô, todavia acrescenta-se azeite de dendê e substitui os doze bolos de milho branco por doze acarajés. 